# Pic de Gleize
Le pic de Gleize est un sommet du massif du Dévoluy situé dans les Hautes-Alpes. Il se trouve sur une crête qui s'étend de la montagne de Charance à la montagne de Faraut, séparant le Gapençais du Champsaur.
On peut y accéder notamment de la station de Laye ou du col de Gleize.